# Akutagawaprijs
De Akutagawaprijs (Japans: 芥川龍之介賞, Akutagawa Ryūnosuke shō) is een Japanse literatuurprijs.

## Beschrijving
De Akutagawaprijs wordt met de Naokiprijs tot de meest prestigieuze literaire onderscheidingen van Japan gerekend. Hij werd in 1935 ingesteld door Kikuchi Kan, de uitgever van het maandblad Bungeishunjū, ter herinnering aan de schrijver Ryūnosuke Akutagawa (1892-1927), die bij diens leven een vriend van hem was geweest. De Akutagawaprijs wordt tweemaal per jaar - in januari en juli - verleend door het Japanse Genootschap voor de promotie van Japanse literatuur (Japans: 日本文学振興会, Nihon Bungaku Shinkōkai). De onderscheiding is bedoeld voor nieuwe en weinig bekende auteurs van in een krant of een tijdschrift verschenen korte verhalen en novelles. Aan de lengte daarvan is een limiet gesteld. De winnaar ontvangt een horloge en een bedrag van 1 miljoen yen. Toekenning van de prijs leidt over het algemeen tot een aanzienlijke verhoging van de verkoopcijfers van het bekroonde werk. Mede daarom is het in Japan een begeerde onderscheiding.

## Winnaars
| Jaar | Winnaar eerste editie | Boek                                                       | Winnaar tweede editie | Boek                                                 |
| ---- | --------------------- | ---------------------------------------------------------- | --------------------- | ---------------------------------------------------- |
| 1935 | Tatsuzo Ishikawa      | Sōbō (蒼氓)                                                | niet toegekend        | --                                                   |
| 1936 | Takeo Oda             | Jyōgai (城外)                                              | Jun Ishikawa          | Fugen (普賢)                                         |
| 1936 | Tomoya Tsuruta        | Koshamain ki (コシャマイン記)                              | Uio Tomisawa          | Chichūkai (地中海)                                   |
| 1937 | Kazuo Ozaki           | Nonki megane (暢気眼鏡)                                    | Ashihei Hino          | Funnyō tan (糞尿譚)                                  |
| 1938 | Gishū Nakayama        | Atsumonozaki (厚物咲)                                      | Tsuneko Nakazato      | Noriai basha (乗合馬車)                              |
| 1939 | Ken Hase              | Asakusa no kodomo (あさくさの子供)                         | Kōtarō Samukawa       | Mitsuryōsha (密猟者)                                 |
| 1939 | Yoshiyuki Handa       | Niwatori sōdō (鶏騒動)                                     | Kōtarō Samukawa       | Mitsuryōsha (密猟者)                                 |
| 1940 | Taku Takagi           | Uta to mon no tate (歌と門の盾)                            | Tsunehisa Sakurada    | Hiraga gennai (平賀源内)                             |
| 1941 | Yūkei Tada            | Chōkō deruta (長江デルタ)                                  | Yoshiko Shibaki       | Seika no ichi (青果の市)                             |
| 1942 | niet toegekend        | --                                                         | Toshio Kuramitsu      | Renraku in (連絡員)                                  |
| 1943 | Kikuzō Ishizuka       | Tensoku no koro (纒足の頃)                                 | Kaoru Tōnobe          | Washi (和紙)                                         |
| 1944 | Yoshinori Yagi        | Ryūkanfū (劉広福)                                          | Motokichi Shimizu     | Karitachi (雁立)                                     |
| 1944 | Jūzō Obi              | Tohan (登攀)                                               | Motokichi Shimizu     | Karitachi (雁立)                                     |
| 1945 | niet toegekend        | --                                                         | niet toegekend        | --                                                   |
| 1946 | niet toegekend        | --                                                         | niet toegekend        | --                                                   |
| 1947 | niet toegekend        | --                                                         | niet toegekend        | --                                                   |
| 1948 | niet toegekend        | --                                                         | niet toegekend        | --                                                   |
| 1949 | Tsuyoshi Kotani       | Kakushō (確証)                                             | Yasushi Inoue         | Tōgyū (闘牛)                                         |
| 1949 | Shigeko Yuki          | Hon no hanashi (本の話)                                    | Yasushi Inoue         | Tōgyū (闘牛)                                         |
| 1950 | Ryōichi Tsuji         | Ihōjin (異邦人)                                            | niet toegekend        | --                                                   |
| 1951 | Toshimitsu Ishikawa   | Haru no kusa (春の草)                                      | Yoshie Hotta          | Hiroba no kodoku / Kankan (広場の孤独 / 漢奸)        |
| 1951 | Kōbō Abe              | Kabe - S. Karuma-shi no hanzai (壁－S・カルマ氏の犯罪)     | Yoshie Hotta          | Hiroba no kodoku / Kankan (広場の孤独 / 漢奸)        |
| 1952 | niet toegekend        | --                                                         | Seichō Matsumoto      | Aru 'kokura nikki' den (或る『小倉日記』伝)          |
| 1952 | niet toegekend        | --                                                         | Yasusuke Gomi         | Sōshin (喪神)                                        |
| 1953 | Shōtarō Yasuoka       | Warui nakama / Inki na tanoshimi (悪い仲間 / 陰気な愉しみ) | niet toegekend        | --                                                   |
| 1954 | Yoshiyuki Junnosuke   | Shūu (驟雨)                                                | Nobuo Kojima          | Amerikan sukūru (アメリカン・スクール)               |
| 1954 | Yoshiyuki Junnosuke   | Shūu (驟雨)                                                | Junzō Shōno           | Pūrusaido shōkei (プールサイド小景)                  |
| 1955 | Shūsaku Endō          | Shiroi hito (白い人)                                       | Shintarō Ishihara     | Taiyō no kisetsu (太陽の季節)                        |
| 1956 | Keitarō Kondō         | Kaijinfune (海人舟)                                        | niet toegekend        | --                                                   |
| 1957 | Itaru Kikumura        | Iōjima (ou Iwo Jima) (硫黄島)                              | Takeshi Kaikō         | Hadaka no ōsama (裸の王様)                           |
| 1958 | Kenzaburō Ōe          | Shiiku (飼育)                                              | niet toegekend        | --                                                   |
| 1959 | Shirō Shiba           | Santō (山塔)                                               | niet toegekend        | --                                                   |
| 1960 | Morio Kita            | Yoru to kiri no sumi de (夜と霧の隅で)                     | Tetsuo Miura          | Shinobukawa (忍ぶ川)                                 |
| 1961 | niet toegekend        | --                                                         | Kōichirō Uno          | Kujiragami (鯨神)                                    |
| 1962 | Akira Kawamura        | Bitan no shuppatsu (美談の出発)                            | niet toegekend        | --                                                   |
| 1963 | Kiichi Gotō           | Shōnen no hashi (少年の橋)                                 | Seiko Tanabe          | Kanshō ryokō (感傷旅行)                              |
| 1963 | Taeko Kōno            | Kani (蟹)                                                  | Seiko Tanabe          | Kanshō ryokō (感傷旅行)                              |
| 1964 | Shō Shibata           | Saredo wareraga hibi (されどわれらが日々－)                | niet toegekend        | --                                                   |
| 1965 | Setsuko Tsumura       | Gangu (玩具)                                               | Yūichi Takai          | Kita no kawa (北の河)                                |
| 1966 | niet toegekend        | --                                                         | Kenji Maruyama        | Natsu no nagare (夏の流れ)                           |
| 1967 | Tatsuhiro Ōshiro      | Kakuteru Paatii (カクテル・パーティー)                     | Hyōzō Kashiwabara     | Tokuyama Dōsuke no kikyō (徳山道助の帰郷)            |
| 1968 | Minako Ōba            | Sanbiki no kani (三匹の蟹)                                 | niet toegekend        | --                                                   |
| 1968 | Saiichi Maruya        | Toshi no nogori (年の残り)                                 | niet toegekend        | --                                                   |
| 1969 | Hideo Takubo          | Fukaikawa (深い河)                                         | Takayuki Kiyōka       | Akashiya no dairen (アカシヤの大連)                  |
| 1969 | Kaoru Shōji           | Akazukin-chan ki wo tsukete (赤頭巾ちゃん気をつけて)       | Takayuki Kiyōka       | Akashiya no dairen (アカシヤの大連)                  |
| 1970 | Komao Furuyama        | Pureō eito no yoake (プレオー8の夜明け)                    | Yoshikichi Furui      | Yōko (杳子)                                          |
| 1970 | Tomoko Yoshida        | Mumyōchōya (無明長夜)                                      | Yoshikichi Furui      | Yōko (杳子)                                          |
| 1971 | niet toegekend        | --                                                         | Ri Kaisei             | Kinuta o utsu onna (砧をうつ女)                      |
| 1971 | niet toegekend        | --                                                         | Mineo Higashi         | 'Okinawa no shonen (オキナワの少年)                  |
| 1972 | Hiroshi Hatayama      | Itsuka kiteki o narashite (いつか汽笛を鳴らして)           | Michiko Yamamoto      | Betty san no niwa (ベティさんの庭)                   |
| 1972 | Akio Miyahara         | Dareka ga sawatta (誰かが触った)                           | Shizuko Go            | Rekuiemu (レクイエム)                                |
| 1973 | Taku Miki             | Hiwa (鶸)                                                  | Kuninobu Noro         | Kusa no tsurugi (草のつるぎ)                         |
| 1973 | Taku Miki             | Hiwa (鶸)                                                  | Atsushi Mori          | Gassan (月山)                                        |
| 1974 | niet toegekend        | --                                                         | Keizo Hino            | Ano yuhi (あの夕陽)                                  |
| 1974 | niet toegekend        | --                                                         | Hirō Sakata           | Tsuchi no utsuwa (土の器)                            |
| 1975 | Kyoko Hayashi         | Matsuri no ba (祭りの場)                                   | Kenji Nakagami        | De Kaap (Misaki, 岬)                                 |
| 1975 | Kyoko Hayashi         | Matsuri no ba (祭りの場)                                   | Kazuo Okamatsu        | Shigono shima (志賀島)                               |
| 1976 | Murakami Ryū          | Kagirinaku Tōmei ni Chikai Burū (限りなく透明に近いブルー) | niet toegekend        | --                                                   |
| 1977 | Masahiro Mita         | Bokutte nani (僕って何)                                    | Teru Miyamoto         | Hotaru gawa (蛍川)                                   |
| 1977 | Masuo Ikeda           | Ege kai ni sasagu (エーゲ海に捧ぐ)                         | Shuzo Taki            | Kae no ki matsuri (榧の木祭り)                       |
| 1978 | Kiichirō Takahashi    | Nobuyo (伸予)                                              | niet toegekend        | --                                                   |
| 1979 | Yoshiko Shigekane     | Yamaai no kemuri (やまあいの煙)                            | Reiko Mori            | Mokkingubado no iru machi (モッキングバードのいる町) |
| 1979 | So Aono               | Gusha no yoru (愚者の夜)                                   | Reiko Mori            | Mokkingubado no iru machi (モッキングバードのいる町) |
| 1980 | niet toegekend        | --                                                         | Katsuhiko Otsuji      | Chichi ga kieta (父が消えた)                         |
| 1981 | Rie Yoshiyuki         | Chiisana kifujin (小さな貴婦人)                            | niet toegekend        | --                                                   |
| 1982 | niet toegekend        | --                                                         | Yukiko Kato           | Yume no kabe (夢の壁)                                |
| 1982 | niet toegekend        | --                                                         | Juro Kara             | Sagawa kun kara no tegami (佐川君からの手紙)         |
| 1983 | niet toegekend        | --                                                         | Jun Kasahara          | Mokuji no sekai (杢二の世界)                         |
| 1983 | niet toegekend        | --                                                         | Nobuko Takagi         | Hikari idaku tomo yo (光抱く友よ)                    |
| 1984 | niet toegekend        | --                                                         | Satoko Kizaki         | Aogiri (青桐)                                        |
| 1985 | niet toegekend        | --                                                         | Fumiko Kometani       | Sugikoshi no matsuri (過越しの祭)                    |
| 1986 | niet toegekend        | --                                                         | niet toegekend        | --                                                   |
| 1987 | Kiyoko Murata         | Nabe no naka (鍋の中)                                      | Natsuki Ikezawa       | Still life (スティル・ライフ)                        |
| 1987 | Kiyoko Murata         | Nabe no naka (鍋の中)                                      | Kiyohiro Miura        | Chōnan no shukke (長男の出家)                        |
| 1988 | Man Arai              | Tazunebito no jikan (尋ね人の時間)                         | Keishi Nagi           | Diamond dust (ダイヤモンドダスト)                    |
| 1988 | Man Arai              | Tazunebito no jikan (尋ね人の時間)                         | Yanji I               | Yuhi (由熙)                                          |
| 1989 | niet toegekend        | --                                                         | Akira Ōka             | Hyōsō seikatsu (表層生活)                            |
| 1989 | niet toegekend        | --                                                         | Mieko Takizawa        | Nekobaba no iru machi de (ネコババのいる町で)        |
| 1990 | Noboru Tsujihara      | Mura no namae (村の名前)                                   | Yōko Ogawa            | Ninshin karendaa (妊娠カレンダー)                    |
| 1991 | Yo Henmi              | Jidou kishō sōchi (自動起床装置)                           | Eiko Matsumura        | Abatōn (至高聖所 アバトーン)                         |
| 1991 | Anna Ogino            | Seoi mizu (背負い水)                                       | Eiko Matsumura        | Abatōn (至高聖所 アバトーン)                         |
| 1992 | Tomomi Fujiwara       | Untenshi (運転士)                                          | Yoko Tawada           | Inumuko iri (犬婿入り)                               |
| 1993 | Haruhiko Yoshimeki    | Sekiryōkōya (寂寥郊野)                                     | Hikaru Okuizumi       | De stenen getuigen (Ishi no raireki, 石の来歴)       |
| 1994 | Muroi Mitsuhiro       | Odorodeku (おどるでく)                                     | niet toegekend        | --                                                   |
| 1994 | Yoriko Shono          | Taimu surippu konbinaato (タイムスリップ・コンビナート)    | niet toegekend        | --                                                   |
| 1995 | Kazushi Hosaka        | Kono hito no iki (この人の閾)                              | Eikichi Matayoshi     | Buta no mukui (豚の報い)                             |
| 1996 | Hiromi Kawakami       | Hebi wo fumu (蛇を踏む)                                    | Miri Yu               | Kazoku shinema (家族シネマ)                          |
| 1996 | Hiromi Kawakami       | Hebi wo fumu (蛇を踏む)                                    | Hitonari Tsuji        | Kaikyō no hikari (海峡の光)                          |
| 1997 | Shun Medoruma         | Suiteki (水滴)                                             | niet toegekend        | --                                                   |
| 1998 | Mangetsu Hanamura     | Gerumaniamu no yoru (ゲルマニウムの夜)                     | Keiichirō Hirano      | Nisshoku (日蝕)                                      |
| 1998 | Fujisawa Shu          | Buenosu Airesu gozen reiji (ブエノスアイレス午前零時)      | Keiichirō Hirano      | Nisshoku (日蝕)                                      |
| 1999 | niet toegekend        | --                                                         | Gengetsu              | Kage no sumika (蔭の棲みか)                          |
| 1999 | niet toegekend        | --                                                         | Chiya Fujino          | Natsu no yakusoku (夏の約束)                         |
| 2000 | Kō Machida            | Kiregire (きれぎれ)                                        | Toshiyuki Horie       | Kuma no shikiishi (熊の敷石)                         |
| 2000 | Hisaki Matsuura       | Hana kutashi (花腐し)                                      | Yūichi Seirai         | Seisui (聖水)                                        |
| 2001 | Sōkyū Genyū           | Chūin no hana (中陰の花)                                   | Yū Nagashima          | Mōsupiido de haha ha (猛スピードで母は)              |
| 2002 | Shuichi Yoshida       | Park life (パーク・ライフ)                                 | Tamaki Daido          | Shoppai doraibu (しょっぱいドライブ)                 |
| 2003 | Manichi Yoshimura     | Hariganemushi (ハリガネムシ)                               | Risa Wataya           | Keritai senaka (蹴りたい背中)                        |
| 2003 | Manichi Yoshimura     | Hariganemushi (ハリガネムシ)                               | Hitomi Kanehara       | Slangen En Piercings (蛇にピアス, Hebi ni piasu)     |
| 2004 | Norio Mobu            | Kaigo Nyūmon (介護入門)                                    | Kazushige Abe         | Gurando finaare (グランド・フィナーレ)               |
| 2005 | Fuminori Nakamura     | Tsuchi no naka no kodomo (土の中の子供)                    | Akiko Itoyama         | Oki de matsu (沖で待つ)                              |
| 2006 | Takami Ito            | Hachigatsu no rojo ni suteru (八月の路上に捨てる)          | Nanae Aoyama          | Hitori biyori (ひとり日和)                           |
| 2007 | Tetsushi Suwa         | Asatte no hito (アサッテの人)                              | Mieko Kawakami        | Chichi to Ran (乳と卵)                               |
| 2008 | Yang Yi               | Toki ga Nijimu Asa (時が滲む朝)                            | Kikuko Tsumura        | Potosuraimu no fune (ポトスライムの舟)               |
| 2009 | Ken'ichirō Isozaki    | Tsui no sumika (終の住処)                                  | niet toegekend        | --                                                   |
| 2010 | Akiko Akazome         | Otome no mikkoku (乙女の密告)                              |                       |                                                      |
| 2011 | Niet toegekend        | --                                                         | Tō Enjō               | Dōkeshi no chō (道化師の蝶                           |
| 2012 | Maki Kashimada        | Meido meguri (冥土めぐり                                   | Natsuko Kuroda        | Sango (abさんご)                                     |
| 2013 | Kaori Fujino          | Tsume to Me (爪と目)                                       | Hiroko Oyamada        | Ana                                                  |
| 2014 | Tomoka Shibasaki      | Lentetuin (春の庭, Haru No Niwa)                           | Masatsugu Ono         | 9 Nen Mae no Inori                                   |
| 2015 | Keisuke Hada          | Scrap and Build (スクラップアンドビルド)                   | Naoki Matayoshi       | Hibana (火花 )                                       |
| 2016 | Sayaka Murata         | Buurtsupermens (コンビニ人間, Konbini Ningen)              | Sumito Yamashita      | Shinsekai (しんせかい)                               |
| 2017 | Shinsuke Numata       | Eiri (影裏)                                                | Chisako Wakatake      | Ora Ora de Hitori Igumo (おらおらでひとりいぐも)     |
| 2017 | Shinsuke Numata       | Eiri (影裏)                                                | Yūka Ishii            | Hyakunen Doro (百年泥)                               |
| 2018 | Hiroki Takahashi      | Okuribi (送り火)                                           | Ryōhei Machiya        | 1R 1-Pun 34-Byō (1R1分34秒)                          |
| 2018 | Hiroki Takahashi      | Okuribi (送り火)                                           | Takahiro Ueda         | Nimuroddo (ニムロッド)                               |
| 2019 | Natsuko Imamura       | Murasaki no Sukāto no Onna (むらさきのスカートの女)        | Makoto Furukawa       | Seitaka Awadachisō (背高泡立草)                      |
| 2020 | Haruka Tono           | Hakyoku (破局)                                             | Rin Usami             | Oshi, Moyu (推し、燃ゆ)                              |
| 2020 | Haneko Takayama       | Shuri no Uma (首里の馬)                                    | Rin Usami             | Oshi, Moyu (推し、燃ゆ)                              |